# What's Up, Doc?
What's Up, Doc? (bra: Essa Pequena É uma Parada; prt: Que se Passa, Doutor?) é um filme de 1972, do gênero comédia maluca, dirigido por Peter Bogdanovich, e estrelado pelos atores Barbra Streisand e Ryan O'Neal.
O filme foi idealizado como uma homenagem as comédias dos anos 1920, 1930 e 1940, especialmente Bringing Up Baby (1938), e os desenhos animados do Pernalonga, da Warner Bros. O filme foi livremente baseado no romance de 1971, A Glimpse of Tiger, de Herman Raucher.

## Sinopse
O musicólogo Howard Bannister (Ryan O'Neal) viaja até São Francisco com a noiva, Eunice Burns (Madeline Kahn), para tentar obter uma bolsa de 20 mil dólares oferecida por Frederick Larrabee (Austin Pendleton). Porém suas chances parecem diminuir bruscamente, quando encontra a jovem Judy Maxwell (Barbra Streisand), que transforma em caos qualquer lugar que passa. Além disso há um caso de uma bagagem trocada, que provoca mais confusão com o sumiço de documentos secretos e joias.

## Elenco
- Barbra Streisand - Judy Maxwell
- Ryan O'Neal - Howard Bannister
- Madeline Kahn - Eunice Burns
- Kenneth Mars - Hugh Simon
- Austin Pendleton - Frederick Larrabee
- Michael Murphy - Sr. Smith
- Philip Roth - Sr. Jones
- Sorrell Booke - Harry
- Stefan Gierasch - Fritz
- Mabel Albertson - Sra. Van Hoskins
- Liam Dunn - Juiz Maxwell
- John Hillerman - Kaltenborn
- George Morfogen as Rudy
- Graham Jarvis - Bailiff
- Randy Quaid - Professor Hosquith
- M. Emmet Walsh - Oficial

## Produção

### Desenvolvimento e redação
John Calley, que então era chefe de produção, me chamou em seu escritório e disse: "Olha, Barbra realmente quer trabalhar com você. Se você fosse fazer um filme com Barbra Streisand, que tipo de filme você faria?" Eu disse: "Ah, não sei, uma comédia meio maluca, algo como maluca Bringing Up Baby : menina , professor quadrado, dá tudo certo." Ele disse: "Faça isso". 

- Peter Bogdanovich, para Gregg Kilday. 
Portanto, tivemos que trabalhar rápido no roteiro. Por causa dos compromissos de Barbra e de Ryan O'Neal, tivemos que começar a filmar em agosto [1971] e isso foi em maio. Fizemos um roteiro com dois grupos diferentes de escritores - primeiro, Robert Benton e David Newman, que fez Bonnie e Clyde , e depois Buck Henry. Ambos passaram por três rascunhos. Portanto, houve bastante trabalho. 

- Peter Bogdanovich, para Gordon Gow.

### Filmagens
As cenas de abertura e encerramento foram filmadas no Aeroporto Internacional de São Francisco no Terminal Sul (agora Terminal 1). A cena de abertura foi filmada na área de no andar de baixo da retirada bagagem da TWA, e a penúltima cena foi filmada na área de embarque do andar de cima.
O San Francisco Hilton foi o local de filmagem do Bristol Hotel.  O exterior do hotel, onde Streisand está pendurado em uma saliência, fica em Westwood, Los Angeles .  
São Francisco foi escolhida para permitir uma elaborada paródia cômica da perseguição de carros de São Francisco no filme de sucesso de 1968, Bullitt . Bogdanovich afirma que a empolgante sequência de perseguição foi responsável por um quarto do orçamento de US $ 4 milhões do filme. A cena clássica de "placa de vidro", na qual O'Neal e Streisand estão pedalando em uma bicicleta de entrega de supermercado roubada, foi filmada em Balboa com a 23rd Avenue no distrito de Richmond.
A cena final a bordo de um Boeing 707 da TWA mostra O'Neal olhando pela janela do lado direito que mostra o Marina District e a Embarcadero Freeway.  

## Curiosidades
- What's Up, Doc? é a expressão usada pelo personagem de desenho animado 'Pernalonga'. Ao ser traduzida para o Português falado no Brasil, ela ficou "O que que há, velhinho?". Porém, na primeira dublagem do filme, quando este passou na TV brasileira, essa referência foi ignorada e a frase dita no filme passou para uma versão mais literal do original inglês.
- Um dublê foi usado no lugar de Barbra Streisand em suas longas cenas na bicicleta.
- A cena final do filme faz referência a uma famosa frase do filme Love Story - Uma História de Amor, de 1970: "Amor significa nunca ter que dizer que você está arrependido". Trata-se de um famoso filme protagonizado pelo ator Ryan O'Neal, também presente nesse filme. Incluso, para satirizar a frase, o personagem de O'Neal (Howard) reage quando Judy diz a frase a ele, respondendo, impassível : "Essa é a coisa mais tola que eu já ouvi."
- Este é o 1º de dois filmes em que os atores Ryan O'Neal e Barbra Streisand atuaram juntos. O posterior foi The Main Event (em português, "Negócios Com Mulher Nunca Mais") em 1979.
- É o 1º de dois filmes de Ryan O'Neal e o diretor Peter Bogdanovich trabalham juntos. Eles estariam juntos novamente em Lua de Papel, em 1974.
- Primeiro papel de destaque da atriz Madeline Kahn.
- Barbra Streisand voltaria a atuar junto com Austin Pendleton no filme O Espelho Têm Duas Faces, de 1996, sendo este filme dirigido e produzido pela própria Barbra.
- Também é o 1º de três filmes que Madeline Kahn trabalha com o diretor Peter Bogdanovich. Eles voltariam a trabalhar juntos em Lua de Papel (em 1974, pelo qual Madeline foi indicada ao Oscar de melhor atriz coadjuvante) e Amor, Eterno Amor (em 1975).

## Recepção

### Bilheteria
Na América do Norte, o filme arrecadou US$66 milhões contra um orçamento de US$4 milhões. Tornou-se o terceiro filme de maior bilheteria do ano , ficando atrás de The Godfather e The Poseidon Adventure .  

### Crítica
O filme possui 91% de aprovação dos críticos e 86% de aprovação do público no site Rotten Tomatoes: "Barbra Streisand nunca foi mais agradável do que nesta farsa maluca enérgica e muitas vezes hilariante do diretor Peter Bogdanovich". 

### Prêmios
Listas da American Film Institute:
- Melhores comédias estadunidenses: 61ª lugar[10]

- Melhores romances estadunidenses: 68ª lugar[11]